# 玛丽·海利·贝尔
玛丽·海利·贝尔（Mary Hayley Bell，1911年1月22日—2005年12月1日）是一位英国女演员和作家，也是約翰·米爾斯的妻子。她的小说吹口哨被改编成同名电影，並且由海莉·米尔斯主演。

## 生平
玛丽·海莉·贝尔生於上海公共租界，她的父亲曾在中国海关总税务司任职。她的外公是一名第二次布尔战争退伍军人，並于1925年至1928年期間担任九龙海关关长。在此期间，玛丽在香港上学。 1930年，玛丽全家迁往天津市。1936年，玛丽的爸爸出任军情五处駐新加坡官员。 
玛丽·海利·贝尔後來前往英国皇家戏剧艺术学院就讀。 1941年，玛丽·海利·贝尔与約翰·米爾斯结婚。 
晚年玛丽·海利·贝尔患有阿茲海默症，並且行動不便，只能靠輪椅出行。 